# Palei jezici
Palei jezici podskupina od (10; prije 7 jezika) papuanskih jezika šire skupine wapei-palei, porodice torricelli. Predstavnici su: agi [aif], ambrak [aag], amol ili alatil [alx], aruop [lsr], bragat [aof], nabi [mty], wanap [wnp], yangum dey [yde], yangum gel [ygl] i yangum mon [ymo]).
Nekadašnji jezik aiku [mzf] podijeljen je na 4 individualna jezika, ambrak i 3 yangum jezika

## Vanjske poveznice
- Ethnologue (14th)